# Matitjahu
Matitjahu ist ein hebräischer männlicher Vorname.

## Herkunft und Bedeutung
Hebräisch מַתִּתְיָהוּ mattitjāhū (Septuaginta Ματταθιας) ist aus matat „Geschenk“ und yahu „Jahwe“ zusammengesetzt, „Geschenk Jahwes“, in der Bibel der Name eines Leviten-Musikers und allgemein ein Leviten-Name, auch für  jemand mit „fremder“ (ausländischer) Frau. Die gleiche Bedeutung hat der Vorname Netanjahu (Septuaginta Ναθανιας).

## Verbreitung
Der Name מַתִּתְיָהוּ mattitjāhū ist in erster Linie in Israel verbreitet.

## Varianten
Der Name מַתִּתְיָהוּ mattitjāhū wird im Deutschen mit Mattitjahu oder Matitjahu wiedergegeben. Die englische bzw. internationale Transkription lautet Mattityahu bzw. Matityahu.
Außerdem findet sich die Kurzform מַתִּתְיָה mattitjāh.
Für weitere Varianten: siehe Matthias#Varianten, Matanjahu (Zedekiah) und Kenanjahu.

## Namensträger
- Matitjahu ben Johanan, auch Mattatias genannt (gest. 166 v. Chr.), Stammvater der Hasmonäer. Nach ihm ist die Siedlung Matitjahu nahe seinem historischen Wohnort benannt.
- Mattityahu Peled (1923–1995), israelischer General und linker Politiker
- Matityahu Shoham (1893–1937), hebräischer Lyriker
- Mattityahu Strashun (1817–1885), russischer Talmudist, Maskil und Begründer der Strashun-Bibliothek in Vilnius
- Mattitja ben Solomon Delacrut (um 1545), jüdischer Übersetzer und Kabbalist in Krakau
- Matisyahu, US-amerikanischer chassidischer Sänger